# Бухтияров, Василий Прохорович
Василий Прохорович Бухтияров (1911—1984) — старший лейтенант Рабоче-крестьянской Красной Армии, участник Великой Отечественной войны, Герой Советского Союза (1945).

## Биография
Василий Бухтияров родился 16 (29) декабря 1911 года в селе Фошня (ныне — Колпнянский район Орловской области) в семье крестьянина. Отец Василия Прохоровича, как и многие крестьяне Орловской губернии, при оформлении паспорта, был записан фамилией Бухтияровых — основателей соседней деревни с одноимённым названием.
В детстве Василий Бухтияров переехал в Донецкую область Украинской ССР. В 1933—1935 годах проходил службу в Рабоче-крестьянской Красной Армии. В 1939 году окончил Рутченковский горный техникум, после чего работал горным мастером на шахте № 31 треста «Рутченковуголь». В том же году вступил в ВКП(б). В августе 1941 года был повторно призван на службу в армию и направлен на фронт Великой Отечественной войны. И уже к июню 1944 года лейтенант Василий Бухтияров командовал батареей 1238-го самоходного артиллерийского полка 21-й армии Ленинградского фронта. Отличился во время взятия города Выборга (ныне — в Ленинградской области).
Батарея под командованием Бухтиярова за период с 14 по 26 июня 1944 года уничтожила около 60 вражеских огневых точек. Огнём из своей самоходной артиллерийской установки Бухтияров лично уничтожил четыре немецких танка.
Указом Президиума Верховного Совета СССР от 24 марта 1945 года за «образцовое выполнение боевых заданий командования на фронте борьбы с немецкими захватчиками и проявленные при этом мужество и героизм» лейтенант Василий Бухтияров был удостоен высокого звания Героя Советского Союза с вручением ордена Ленина и медали «Золотая Звезда» за номером 7249.
В 1945 году в звании старшего лейтенанта Бухтияров был уволен в запас, впоследствии ему было присвоено звание капитана. В 1945—1967 годах работал в исправительно-трудовом учреждении, затем пожарным инспектором. Проживал в городе Торез Донецкой области. Скончался 15 ноября 1984 года, похоронен в Торезе.
Был также награждён орденами Красного Знамени и Отечественной войны 2-й степени, а также рядом медалей. Бюст Бухтиярова установлен в посёлке Колпны Орловской области.

## Мемориальный музей Василия Бухтиярова

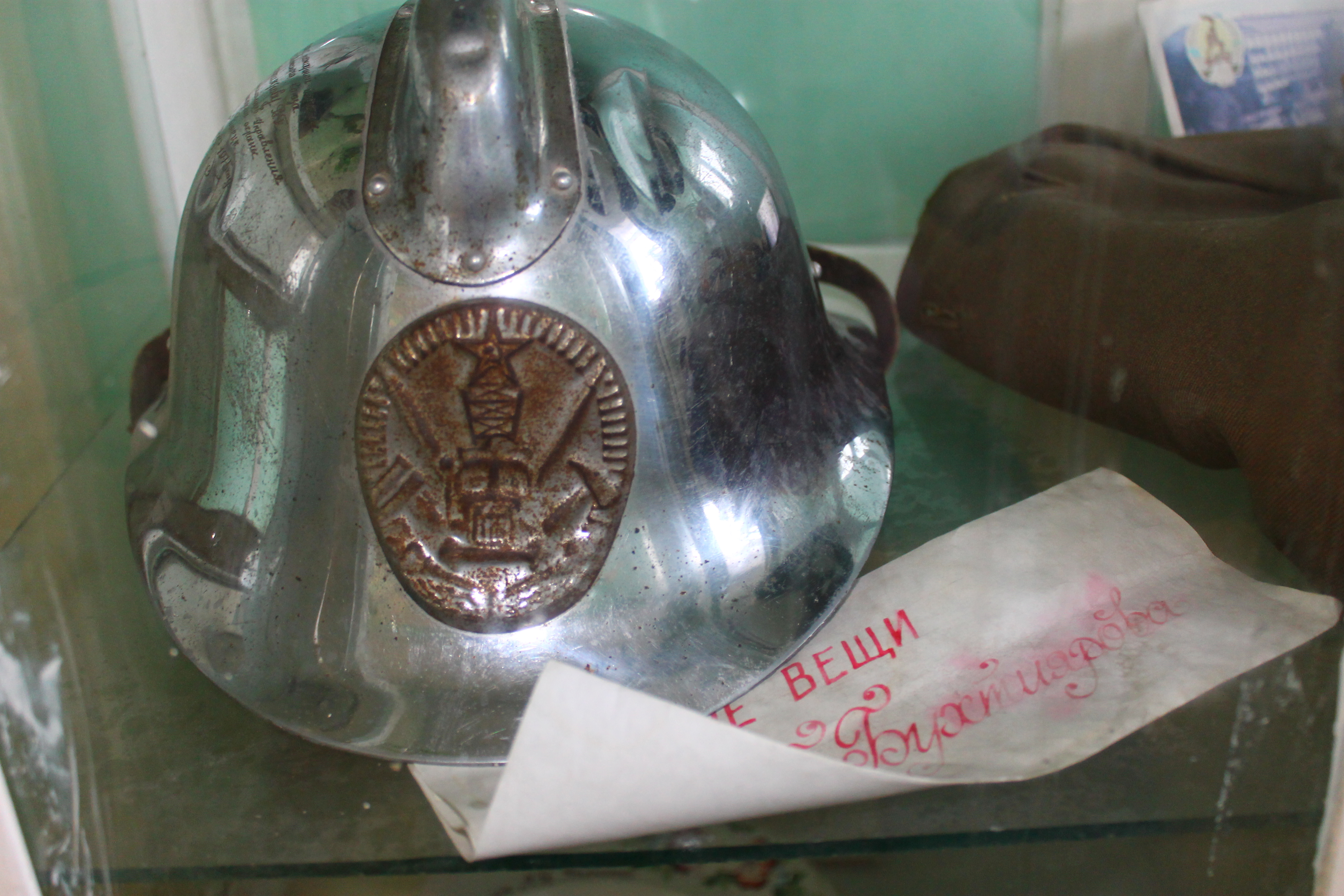
личные вещи В. П. Бухтиярова

Мемориальный музей Василия Бухтиярова расположен в городе Торез Донецкой области Украины, на территории Торезского лицея «Спектр».
Музей был создан в 1987 году. Активное участие в оформлении музея принимали и учащиеся 10-11 классов школы 1989—1990 годов.

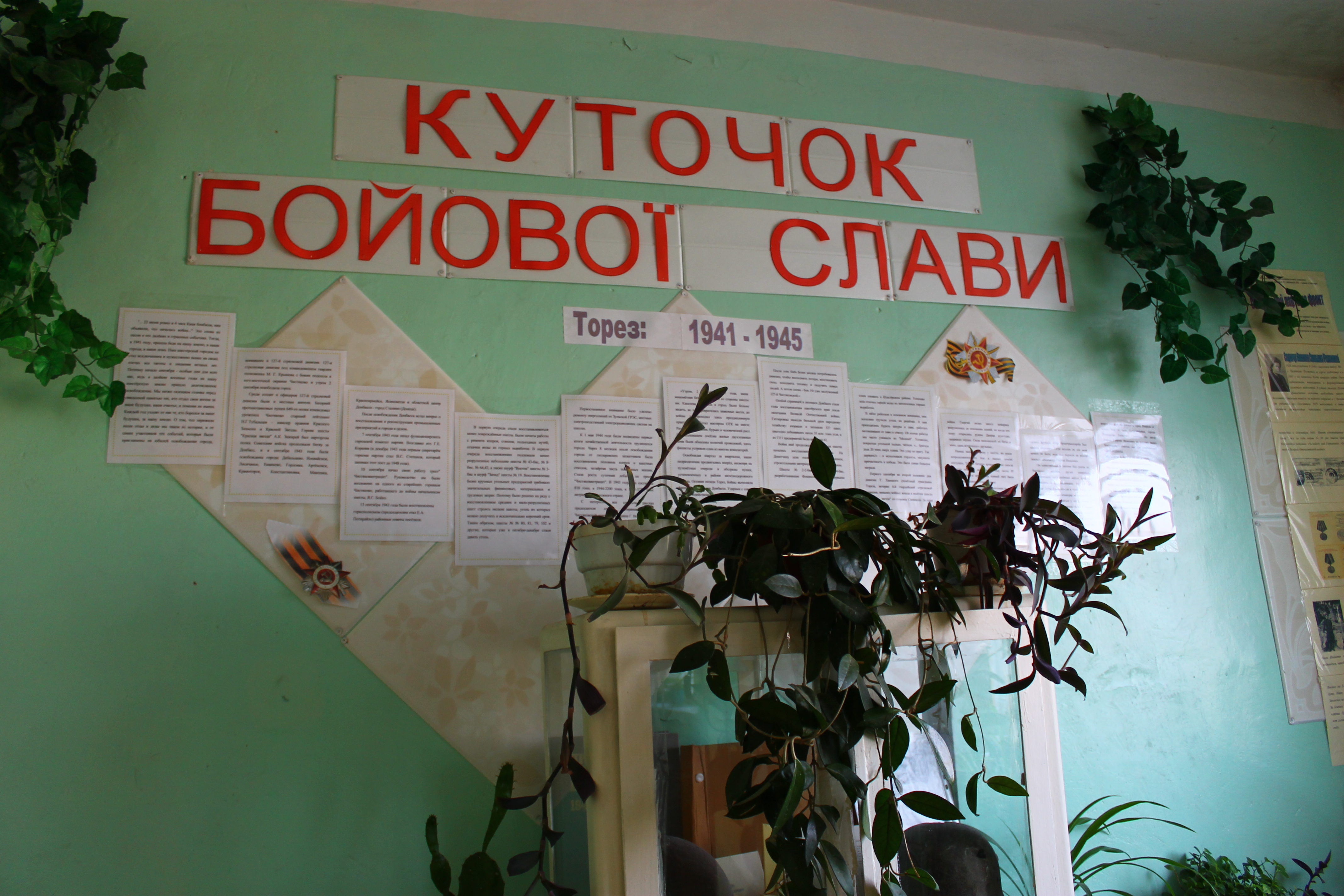
Уголок боевой славы

В музее находятся стенды с изображением жизненного пути В. П. Бухтиярова, личные вещи, рукописи, биография, книги, фотографии. Экспонаты переданы в музей женой Василия Прохоровича — Бухтияровой Клавдией Васильевной. Ученики лицейных классов проводят экскурсии для школьников младшего возраста.